# 顧清晏
顧清晏（1606年—1645年），字爾符，號龍媒，蘇州府崑山縣人，明朝、南明軍事人物。

## 生平
顧清晏是泰順訓導顧孝宏的兒子、顧炎武的族侄，在崇禎九年（1636年）中武舉人，次年（1634年）成武進士，獲授寶山衛守備。隆武元年七月黃蜚在木瀆潰敗，吳志葵在泖湖招攬對方結水寨，於是他和趙從龍、王允綸、沈芳彥、張時傑帶著千艘軍船自無錫前往；在黃浦遇上清朝軍隊，身先士卒對付敵軍，不久中砲而死，時年四十歲。弟弟顧熊是清朝順治十五年的武進士。

## 引用
1. 1 2  錢海岳《南明史·卷三十一·列傳第七》：隆武元年七月十一日，（黃）蜚兵潰木瀆，吳志葵招合結水寨泖湖，遂率趙從龍、王允綸、顧清晏、沈芳彥、張時傑以千舟自無錫會。……清晏，字爾符，崇禎十三年武進士。寶山守備，戰黃浦，中礮死。
2. ↑  《顧亭林先生年譜》：（康熙）十一年壬子六十歲，由山西至京，主公肅、甥從兄平庵、甥徐履忱來省 元譜平庵名孝宏以貢選泰興縣訓導，武孝廉爾策之父。
3. ↑  道光《崑新兩縣志·卷十六·選舉表二》：崇禎九年丙子科（武舉人） 顧清晏 號龍媒，見進士。
4. ↑  道光《崑新兩縣志·卷二十四·忠節》：顧清晏，字爾符，泰順訓導孝宏子，崇禎庚辰武進士。授寶山衛守備。乙酉大兵至海上，清晏逆戰於黃浦，身先士卒，飛矢貫兩臂，戰益力，旋中礮歿於陣，時年四十。弟熊，字爾策，國朝順治戊戌武進士。